# FIP World Heavyweight Championship
El Full Impact Pro (FIP) World Heavyweight Championship o Campeonato Mundial Peso Pesado de FIP, originalmente llamado FIP Heavyweight Championship, es un campeonato mundial defendido en la promoción independiente de lucha libre profesional Full Impact Pro, y un título individual secundario en la promoción Ring of Honor. El campeón actual es Brian Brock, quien se encuentra en su primer reinado.

## Historia

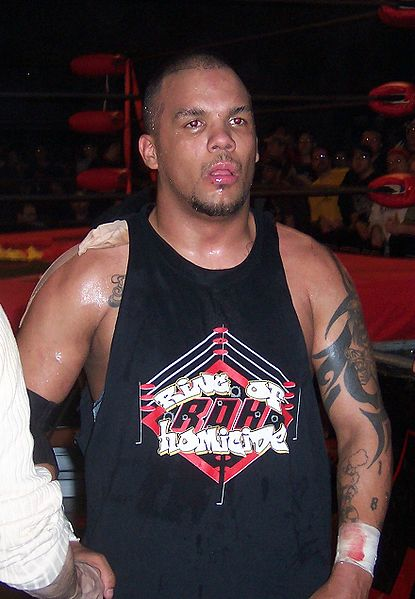
El campeón inaugural, Homicide.

El primer Campeón Mundial de FIP se coronó el 25 de septiembre de 2004, cuando Homicide derrotó a CM Punk en las finales de un torneo que duró dos noches en Tampa, Florida en los dos primeros shows de FIP, Emergence. Homicide posee el reinado más largo del título, tras tenerlo durante 476 días hasta que Bryan Danielson le derrotó arrebatándole el título.
Durante el show Fifth Year Festival de la promoción hermana de la FIP, Ring of Honor, se realizaron dos shows en Liverpool, Inglaterra. En el primer show realizado el 3 de marzo de 2007, Roderick Strong consiguió que el título pasara a llamarse FIP World Heavyweight Championship tras derrotar a PAC. Strong también se convirtió en el primer luchador en poseer dos veces este campeonato, tras derrotar a Erick Stevens por el título el 16 de febrero de 2008.

### Nombres
| Nombre                             | Años                                          |
| ---------------------------------- | --------------------------------------------- |
| FIP Heavyweight Championship       | 24 de septiembre de 2004 — 3 de marzo de 2007 |
| FIP World Heavyweight Championship | 3 de marzo de 2007 — presente                 |

### Torneo inaugural
|  | Primera ronda   | Primera ronda   | Primera ronda  |                |                 | Segunda ronda   | Segunda ronda | Segunda ronda |  |              | Semifinales  | Semifinales | Semifinales |  |         | Final   | Final | Final |  |
|  |                 |                 |                |                |                 |                 |               |               |  |              |              |             |             |  |         |         |       |       |  |
|  |                 |                 |                |                |                 |                 |               |               |  |              |              |             |             |  |         |         |       |       |  |
|  | Rainman         | Rainman         | Pin            |                |                 |                 |               |               |  |              |              |             |             |  |         |         |       |       |  |
|  | Rainman         | Rainman         | Pin            |                |                 |                 |               |               |  |              |              |             |             |  |         |         |       |       |  |
|  | Jason Cross     | Jason Cross     | 11:15          |                |                 |                 |               |               |  |              |              |             |             |  |         |         |       |       |  |
|  | Jason Cross     | Jason Cross     | 11:15          |                | Rainman         | Rainman         | Pin           |               |  |              |              |             |             |  |         |         |       |       |  |
|  |                 |                 |                |                | Rainman         | Rainman         | Pin           |               |  |              |              |             |             |  |         |         |       |       |  |
|  |                 |                 | Kahagas        | Kahagas        | 4:18            |                 |               |               |  |              |              |             |             |  |         |         |       |       |  |
|  | Scoot Andrews   | Scoot Andrews   | Kahagas        | Kahagas        | 4:18            | 4:39            |               |               |  |              |              |             |             |  |         |         |       |       |  |
|  | Scoot Andrews   | Scoot Andrews   |                |                |                 |                 |               |               |  |              |              |             |             |  |         |         |       |       |  |
|  | Kahagas         | Kahagas         | Pin            |                |                 |                 |               |               |  |              |              |             |             |  |         |         |       |       |  |
|  | Kahagas         | Kahagas         | Pin            |                |                 |                 |               |               |  | Rainman      | Rainman      | 13:36       |             |  |         |         |       |       |  |
|  |                 |                 |                |                |                 |                 |               |               |  | Rainman      | Rainman      | 13:36       |             |  |         |         |       |       |  |
|  |                 |                 | CM Punk        | CM Punk        | Pin             |                 |               |               |  |              |              |             |             |  |         |         |       |       |  |
|  | Justin Credible | Justin Credible | CM Punk        | CM Punk        | Pin             | 3:37            |               |               |  |              |              |             |             |  |         |         |       |       |  |
|  | Justin Credible | Justin Credible |                |                |                 |                 |               |               |  |              |              |             |             |  |         |         |       |       |  |
|  | Ralph Mosca     | Ralph Mosca     | Pin            |                |                 |                 |               |               |  |              |              |             |             |  |         |         |       |       |  |
|  | Ralph Mosca     | Ralph Mosca     | Pin            |                | Justin Credible | Justin Credible | 10:51         |               |  |              |              |             |             |  |         |         |       |       |  |
|  |                 |                 |                |                | Justin Credible | Justin Credible | 10:51         |               |  |              |              |             |             |  |         |         |       |       |  |
|  |                 |                 | CM Punk        | CM Punk        | Pin             |                 |               |               |  |              |              |             |             |  |         |         |       |       |  |
|  | Vordell Walker  | Vordell Walker  | CM Punk        | CM Punk        | Pin             | Pin             |               |               |  |              |              |             |             |  |         |         |       |       |  |
|  | Vordell Walker  | Vordell Walker  |                |                |                 |                 |               |               |  |              |              |             |             |  |         |         |       |       |  |
|  | CM Punk         | CM Punk         | 13:01          |                |                 |                 |               |               |  |              |              |             |             |  |         |         |       |       |  |
|  | CM Punk         | CM Punk         | 13:01          |                |                 |                 |               |               |  |              |              |             |             |  | CM Punk | CM Punk | 13:23 |       |  |
|  |                 |                 |                |                |                 |                 |               |               |  |              |              |             |             |  | CM Punk | CM Punk | 13:23 |       |  |
|  |                 |                 | Homicide       | Homicide       | Pin             |                 |               |               |  |              |              |             |             |  |         |         |       |       |  |
|  | Austin Aries    | Austin Aries    | Homicide       | Homicide       | Pin             | Pin             |               |               |  |              |              |             |             |  |         |         |       |       |  |
|  | Austin Aries    | Austin Aries    |                |                |                 |                 |               |               |  |              |              |             |             |  |         |         |       |       |  |
|  | Roderick Strong | Roderick Strong | 17:00          |                |                 |                 |               |               |  |              |              |             |             |  |         |         |       |       |  |
|  | Roderick Strong | Roderick Strong | 17:00          |                | Austin Aries    | Austin Aries    | Pin           |               |  |              |              |             |             |  |         |         |       |       |  |
|  |                 |                 |                |                | Austin Aries    | Austin Aries    | Pin           |               |  |              |              |             |             |  |         |         |       |       |  |
|  |                 |                 | Jerrelle Clark | Jerrelle Clark | 7:57            |                 |               |               |  |              |              |             |             |  |         |         |       |       |  |
|  | Slim J          | Slim J          | Jerrelle Clark | Jerrelle Clark | 7:57            | 6:27            |               |               |  |              |              |             |             |  |         |         |       |       |  |
|  | Slim J          | Slim J          |                |                |                 |                 |               |               |  |              |              |             |             |  |         |         |       |       |  |
|  | Jerrelle Clark  | Jerrelle Clark  | Pin            |                |                 |                 |               |               |  |              |              |             |             |  |         |         |       |       |  |
|  | Jerrelle Clark  | Jerrelle Clark  | Pin            |                |                 |                 |               |               |  | Austin Aries | Austin Aries | 15:30       |             |  |         |         |       |       |  |
|  |                 |                 |                |                |                 |                 |               |               |  | Austin Aries | Austin Aries | 15:30       |             |  |         |         |       |       |  |
|  |                 |                 | Homicide       | Homicide       | Pin             |                 |               |               |  |              |              |             |             |  |         |         |       |       |  |
|  | Joshua Masters  | Joshua Masters  | Homicide       | Homicide       | Pin             | 3:45            |               |               |  |              |              |             |             |  |         |         |       |       |  |
|  | Joshua Masters  | Joshua Masters  |                |                |                 |                 |               |               |  |              |              |             |             |  |         |         |       |       |  |
|  | Lex Lovett      | Lex Lovett      | Pin            |                |                 |                 |               |               |  |              |              |             |             |  |         |         |       |       |  |
|  | Lex Lovett      | Lex Lovett      | Pin            |                | Joshua Masters  | Joshua Masters  | 1:28          |               |  |              |              |             |             |  |         |         |       |       |  |
|  |                 |                 |                |                | Joshua Masters  | Joshua Masters  | 1:28          |               |  |              |              |             |             |  |         |         |       |       |  |
|  |                 |                 | Homicide       | Homicide       | Pin             |                 |               |               |  |              |              |             |             |  |         |         |       |       |  |
|  | AJ Styles       | AJ Styles       | Homicide       | Homicide       | Pin             | DQ              |               |               |  |              |              |             |             |  |         |         |       |       |  |
|  | AJ Styles       | AJ Styles       |                |                |                 |                 |               |               |  |              |              |             |             |  |         |         |       |       |  |
|  | Homicide        | Homicide        | 18:04          |                |                 |                 |               |               |  |              |              |             |             |  |         |         |       |       |  |
|  | Homicide        | Homicide        | 18:04          |                |                 |                 |               |               |  |              |              |             |             |  |         |         |       |       |  |
|  |                 |                 |                |                |                 |                 |               |               |  |              |              |             |             |  |         |         |       |       |  |

## Campeones
El Campeonato Mundial Peso Pesado de FIP es el campeonato mundial de máxima categoría de Full Impact Pro y fue establecido en 2004. El campeón inaugural fue Homicide, quien ganó el título al derrotar a CM Punk el 25 de septiembre de 2004 en el evento Emergence: Part Two. Desde entonces ha habido 21 campeones oficiales, repartidos en 28 reinados en total.
El reinado más largo en la historia del campeonato lo ostenta Jon Davis, quien mantuvo el campeonato por 632 días en su segundo reinado. En contraparte, Florenz De La Hunt posee el reinado más corto, con solo 1 día, tras ser derrotado por Karam en POW Wrestling Rumble.
En cuanto a los días en total como campeón (un acumulado entre la suma de todos los días de los reinados individuales de cada luchador), Jon Davis posee el primer lugar, con 821 días en dos reinados. Le sigue Roderick Strong, con 626 días en tres reinados, y Karam con 622 días en dos reinados.
El campeón más joven es Austin Theory, quien a los 20 años y 130 días derrotó a Fred Yehi en Evolve 97. En contraparte, el campeón más viejo es Jon Davis, quien a los 40 años y 189 días derrotó a Anthony Henry en Accelerate. En cuanto al peso de los campeones, Erick Stevens es el más pesado, con 112 kilogramos, mientras que Rich Swann es el más liviano, con 75 kilogramos.

### Campeón actual
El campeón actual es August Artois, quien se encuentra en su primer reinado como campeón. Artois ganó el campeonato tras derrotar al excampeón Brian Brock el 10 de diciembre de 2023 en WWN First Annual Heath D. Schneider Memorial Battle For The Belts.

### Lista de campeones
| N.º | Campeón            | Lucha                    | Lucha                                                             | Lucha                   | Estadísticas | Estadísticas | Notas y referencias |
| N.º | Campeón            | Fecha                    | Evento                                                            | Ubicación               | Reinado      | Días         | Notas y referencias |
| --- | ------------------ | ------------------------ | ----------------------------------------------------------------- | ----------------------- | ------------ | ------------ | --- |
| 1   | Homicide           | 25 de septiembre de 2004 | Emergence                                                         | Tampa, Florida          | 1            | 476          | Derrotó a CM Punk en la final de un torneo. |
| 2   | Bryan Danielson    | 14 de enero de 2006      | Heel Freezes Over                                                 | Filadelfia, Pensilvania | 1            | 300          | Fue un Triple Threat Match, el cual incluyó a Roderick Strong. |
| 3   | Roderick Strong    | 10 de noviembre de 2006  | All or Nothing                                                    | Inverness, Florida      | 1            | 415          | El 3 de marzo de 2007, el título se renombró como FIP World Heavyweight Championship.                                                                                                  |
| 4   | Erick Stevens      | 30 de diciembre de 2007  | Final Battle                                                      | Nueva York, Nueva York  | 1            | 48           | [ 5 ] |
| 5   | Roderick Strong    | 16 de febrero de 2008    | Redefined                                                         | Crystal River, Florida  | 2            | 154          | [ 6 ] |
| 6   | Erick Stevens      | 19 de julio de 2008      | Hot Summer Nights 2008                                            | Crystal River, Florida  | 2            | 35           | [ 7 ] |
| 7   | Go Shiozaki        | 23 de agosto de 2008     | Heatstroke                                                        | Crystal River, Florida  | 1            | 119          | [ 8 ] |
| 8   | Tyler Black        | 20 de diciembre de 2008  | Unstoppable                                                       | Crystal River, Florida  | 1            | 133          | [ 9 ] |
| 9   | Davey Richards     | 2 de mayo de 2009        | Unfinished Business                                               | Crystal River, Florida  | 1            | 218          | Richards se le otorgó el campeonato por abandono después de que Black sufriera una lesión en el cuello la noche anterior en Berwyn, Illinois, y se vio obligado a abandonar el título. |
| 10  | Masaaki Mochizuki  | 6 de diciembre de 2009   | Dragon Gate                                                       | Sapporo, Japón          | 1            | 49           | [ 11 ] |
| 11  | Davey Richards     | 23 de enero de 2010      | Fearless                                                          | Chicago, Illinois       | 2            | 42           | [ 12 ] |
| —   | Vacante            | 22 de marzo de 2010      | —                                                                 | —                       | —            | —            | Debido a la difícil situación de Richards con la empresa. |
| 12  | Jon Moxley         | 17 de abril de 2010      | Southern Stampede                                                 | Crystal River, Florida  | 1            | 360          | Derrotó a Roderick Strong por el campeonato vacante. |
| —   | Vacante            | 12 de abril de 2011      | —                                                                 | —                       | —            | —            | Debido a que Moxley se fue a la WWE. |
| 13  | Jon Davis          | 1 de febrero de 2013     | Everything Burn                                                   | Tampa, Florida          | 1            | 189          | Derrotó a AR Fox por el campeonato vacante. |
| 14  | Trent Beretta      | 9 de agosto de 2013      | Heatstroke                                                        | Tampa, Florida          | 1            | 462          | [ 15 ] |
| 15  | Rich Swann         | 14 de noviembre de 2014  | WWNLive in China                                                  | Chengdu, China          | 1            | 98           | [ 16 ] |
| —   | Vacante            | 20 de febrero de 2015    | Ascension                                                         | Tampa, Florida          | —            | —            | Debido a una lesión de Swann. |
| 16  | Roderick Strong    | 20 de febrero de 2015    | Ascension 2015                                                    | Tampa, Florida          | 3            | 57           | Fue un No Disqualification Match, el cual incluyó a Trent Baretta. |
| 17  | Rich Swann         | 18 de abril de 2015      | Establish Dominance 2015                                          | Orlando, Florida        | 2            | 76           | [ 18 ] |
| 18  | Caleb Konley       | 3 de julio de 2015       | Declaration of Independence 2015                                  | Tampa, Florida          | 1            | 329          | [ 19 ] |
| 19  | Fred Yehi          | 27 de mayo de 2016       | Accelerate 2016                                                   | Orlando, Florida        | 1            | 562          | [ 20 ] |
| 20  | Austin Theory      | 10 de diciembre de 2017  | EVOLVE 97                                                         | Melrose, Massachusetts  | 1            | 294          | [ 21 ] |
| 21  | Anthony Henry      | 30 de septiembre de 2018 | Accelerate 2018                                                   | Ybor City, Florida      | 1            | 509          | [ 22 ] |
| 22  | Jon Davis          | 21 de febrero de 2020    | Everything Burns 2020                                             | Ybor City, Florida      | 2            | 632          | Este es el reinado más largo en la historia del campeonato. |
| 23  | Karam              | 14 de noviembre de 2021  | WWN Supershow: Battle of the Belts                                | Clearwater, Florida     | 1            | 292          | [ 24 ] |
| 24  | Florenz De La Hunt | 2 de septiembre de 2022  | POW Wrestling Rumble                                              | Geesthacht, Alemania    | 1            | 1            | Este es el reinado más corto en la historia del campeonato. |
| 25  | Karam              | 3 de septiembre de 2022  | POW Wrestling Rumble                                              | Hamburgo, Alemania      | 2            | 330          | [ 26 ] |
| 26  | Lucky Ali          | 30 de julio de 2023      | Heatstroke                                                        | Clearwater, Florida     | 1            | 28           | Fue en un Winner Takes All Match dónde también estaba en juego el Campeonato Peso Pesado del Campo de Pruebas de la WWN y el Campeonato Peso Pesado de ACW de Ali.                     |
| 27  | Brian Brock        | 27 de agosto de 2023     | WWNLive SuperShow: Mercury Rising                                 | Clearwater, Florida     | 1            | 105          | [ 28 ] |
| 28  | August Artois      | 10 de diciembre de 2023  | WWN First Annual Heath D. Schneider Memorial Battle For The Belts | Clearwater, Florida     | 1            | 614+         | Fue un Bullrope Match. |

### Total de días con el título
La siguiente lista muestra el total de días que un luchador ha poseído el campeonato, si se suman todos los reinados que posee. 
A la fecha del 15 de agosto de 2025.
| + | Indica al campeón actual |

| N.º | Campeón           | Reinados | Total de días |
| --- | ----------------- | -------- | ------------- |
| 1   | Jon Davis         | 2        | 821           |
| 2   | Roderick Strong   | 3        | 626           |
| 3   | Karam             | 2        | 622           |
| 4   | August Artois     | 1        | 614+          |
| 5   | Fred Yehi         | 1        | 562           |
| 6   | Anthony Henry     | 1        | 509           |
| 7   | Homicide          | 1        | 476           |
| 8   | Trent Beretta     | 1        | 462           |
| 9   | Jon Moxley        | 1        | 360           |
| 10  | Caleb Konley      | 1        | 329           |
| 11  | Bryan Danielson   | 1        | 300           |
| 12  | Austin Theory     | 1        | 294           |
| 13  | Davey Richards    | 2        | 276           |
| 14  | Rich Swann        | 2        | 174           |
| 15  | Tyler Black       | 1        | 133           |
| 16  | Go Shiozaki       | 1        | 119           |
| 17  | Brian Brock       | 1        | 105           |
| 18  | Erick Stevens     | 2        | 83            |
| 19  | Masaaki Mochizuki | 1        | 49            |
| 20  | Lucky Ali         | 1        | 28            |
| 21  | Florez De La Hunt | 1        | 1             |

### Mayor cantidad de reinados
| Reinados | Luchador (es)                                               |
| -------- | ----------------------------------------------------------- |
| 3 veces  | Roderick Strong                                             |
| 2 veces  | Erick Stevens, Davey Richards, Rich Swann, Jon Davis, Karam |